# Ōyodo (Schiff, 1943)
Die Ōyodo (japanisch 大淀) war ein Leichter Kreuzer der Kaiserlich Japanischen Marine, der während des Zweiten Weltkriegs fertiggestellt wurde und zum Einsatz gelangte. Der Kreuzer, benannt nach dem durch die Präfekturen Kagoshima und Miyazaki fließenden Fluss Ōyodo, wurde am 14. Februar 1941 auf der staatlichen Marinewerft in Kure auf Kiel gelegt, lief am 2. April 1942 von Stapel und wurde schließlich am 28. Februar 1943 in Dienst gestellt. Das Einzelschiff war von April bis September 1944 zeitweise Flaggschiff der Rengō Kantai, kam aber hauptsächlich bei Versorgungs- und Nachschubfahrten zum Einsatz und wurde letztlich im Juli 1945 bei US-Luftangriffen auf Kure in seichtem Wasser versenkt. Das Wrack wurde nach Kriegsende gehoben und 1948 verschrottet. Erster Kommandant des Schiffes war Kaigun-Taisa Tomioka Sadatoshi.

## Vorgeschichte und technische Besonderheiten
Unter dem sogenannten 4. Kreis-Bauprogramm (Maru 4 Keikaku) plante die japanische Marine ursprünglich im Jahr 1939, zwei weitere Schiffe eines vergrößerten und „verbesserten“ Agano-Typs in Auftrag zu geben. Diese beiden Kreuzer sollten vorzugsweise als Flaggschiffe beziehungsweise Flottillenführer von U-Boot-Flottillen zum Einsatz kommen. Hierfür war es geplant, die Schiffe mit bis zu sechs katapultstartfähigen Aufklärungsflugzeugen auszustatten, welche die Suche nach lohnenden Zielen für die U-Boot-Flottillen zu übernehmen gehabt hätten (in der Realität konnte dieses Konzept allerdings später, bedingt auch durch die sich nach 1942/43 verschlechternde Kriegslage für Japan, nicht umgesetzt werden). Angesichts der Priorisierung des Baus von Flugzeugträgern und (zu diesem Zeitpunkt noch) von Schlachtschiffen und der allgemeinen Auslastung der Werften, wurde indessen nur ein Schiff, die Ōyodo, Anfang 1941 auf Kiel gelegt. Der Bauauftrag für die zeitweise geplante zweite Einheit, die den Namen Niyodo (ursprünglich als „Baunummer 137“ bezeichnet) hätte erhalten sollen, wurde 1941 zunächst in das Fiskaljahr 1943 verschoben und schließlich im August 1942 endgültig storniert. Bauvorbereitungen oder Materialzuschnitte für diesen Kreuzer fanden keine mehr statt.
Die Ōyodo war maximal 192,10 Meter lang und 16,61 Meter breit. Der Tiefgang lag im Durchschnitt bei 5,75 Meter, stieg aber im voll ausgerüsteten Zustand auf 6,10 Meter an. Da das Schiff hauptsächlich zu Aufklärungszwecken oder als Führungsschiff genutzt werden sollte, wurde, was ein Novum im japanischen Kriegsschiffbau zu dieser Zeit darstellte, gänzlich auf eine Torpedobewaffnung verzichtet (dies war insofern bemerkenswert, als dass die Torpedobewaffnung, zumal mit dem Typ-93-Torpedo eine sehr leistungsfähige Waffe zur Verfügung stand, in der japanischen Einsatzdoktrin generell als ein äußerst gewichtiges Waffensystem von Kreuzern und Zerstörern angesehen wurde). Die Ōyodo war der einzige japanische Kreuzer der 1930er und 1940er Jahre, der keine Torpedorohre führte. Die Besatzung der Ōyodo hatte eine Stärke von 776 Offizieren, Unteroffizieren und Mannschaften. Üblicherweise befehligte ein Stabsoffizier im Rang eines Kaigun-Taisa (Kapitän zur See) das Schiff. Im letzten Kriegsjahr wuchs die Stärke der Besatzung allerdings, vor allem bedingt durch die Zunahme der Zahl der Flugabwehrgeschütze sowie durch die Umrüstung zum Flottenflaggschiff (was die Aufnahme von Stabspersonal mit sich brachte), auf insgesamt 911 Mann (61 Offiziere und Unteroffiziere sowie 850 Mannschaftsdienstgrade) an.

### Bewaffnung
Der Kreuzer verfügte über eine aus sechs 15,5-cm-Geschützen (L/60 Typ 3) bestehende Hauptartillerie, welche in zwei je 180 Tonnen schweren Drillingstürmen untergebracht waren. Beide Türme – diese stammten (vermutlich) von Kreuzern der Mogami-Klasse, nachdem diese von 15,5-cm-Drillingstürmen auf 20,3-cm-Doppeltürme umgerüstet worden waren – standen in überhöhter Aufstellung vor den Hauptaufbauten, so dass das Achterdeck frei zur Verfügung stand zwecks der Unterbringung der Flugzeugausstattung. Die Dotierung lag pro Geschütz bei 150 Granaten. Diese ab 1935 in die Marine eingeführten Geschütze, die Feuergeschwindigkeit lag bei etwa fünf bis sechs Schuss pro Minute, besaßen eine maximale Schussweite von rund 27.400 Metern (bei 45 Grad Rohrerhöhung) und verfeuerten eine 55,87 Kilogramm schwere Granate.
Weiterhin besaß die Ōyodo acht 10,0-cm-Geschütze L/65 Typ 98 in vier Doppellafetten (je zwei waren zu beiden Seiten der Hauptaufbauten untergebracht). Dieses ab 1942 eingeführte Mehrzweckgeschütz gilt als eines der leistungsfähigsten schweren japanischen Flugabwehrgeschütze des Zweiten Weltkrieges. Je nach Ausbildungsstand lag die Feuergeschwindigkeit bei etwa 15 bis 20 Schuss pro Minute, wobei die effektive Schusshöhe in der Flugabwehrrolle bei etwa 11.000 Metern lag. Das Geschossgewicht betrug 28 Kilogramm (Gesamtgewicht, die Granate selbst wog 13 Kilogramm), die Dotierung lag bei 200 Granaten pro Geschütz. Darüber hinaus befanden sich bei Indienstnahme 18 leichte 2,5-cm-Flak L/60 Typ 96 (in sechs Drillingslafetten) an Bord. Bis Oktober 1944 wurde die Zahl dieser Kanonen auf insgesamt 57 erhöht (in zwölf Drillings- und 21 Einzellafetten).
Eine Torpedobewaffnung war nicht vorhanden (s. o.), zur Bekämpfung von U-Booten führte die Ōyodo ferner vier Wasserbombenwerfer mit zwölf Wasserbomben mit sich. Darüber hinaus gab es an Bord drei 110-cm-Suchscheinwerfer.

### Maschinenanlage
Die Maschinenanlage der Ōyodo bestand aus sechs ölbefeuerten Kampon-Wasserrohrkesseln und vier Kampon-Getriebeturbinen, welche vier Wellen ansteuerten. Gemäß den Planungen hätte die Maschinenanlage, wobei die Kessel mit einem maximalen Betriebsdruck von 427 Pfund pro Quadratzoll (etwa 29,5 Bar) gefahren werden konnten, auf vier dreiflügeligen Propellern von je 3,61 m Durchmesser eine Leistung von 110.000 WPS gewährleisten und veranschlagt eine Höchstfahrt von 35 kn (ca. 65 km/h) ermöglichen sollen. Bei Testfahrten in der Ise-Bucht im Februar 1943 wurde diese Vorgabe leicht überboten und der Kreuzer erreichte, bei einer maximalen Maschinenleistung von 115.950 WPS, eine Höchstgeschwindigkeit von 35,31 kn. (Dieser Wert wird auch im nebenstehenden Informationsblock genutzt.) Mit vollem Treibstoffvorrat (rund 2400 Tonnen Öl) und bei 18 kn Höchstfahrt, lag die rechnerische Seeausdauer bei etwa 10.600 Seemeilen, was von Fachkreisen als eine vergleichsweise hohe Reichweite bewertet wird.

### Panzerschutz

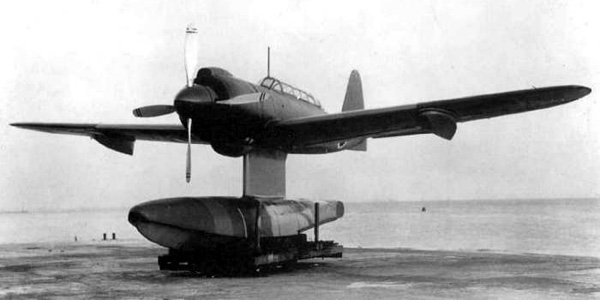
Das für die Ausstattung der Ōyodo vorgesehene Schwimmerflugzeug Kawanishi E15K1. Man beachte den koaxial gegenläufigen Doppelpropeller.

Die Planungen sahen vor, dass das Schiff über einen Panzerschutz verfügen sollte, der dem Beschuss mit 15,5-cm-Granaten sowie dem Abwurf einer 250-Kilogramm-Bombe aus maximal 3.000 Metern Höhe widerstehen hätte können sollen. Die Ōyodo verfügte über einen 71 Meter langen und 3,9 Meter hohen seitlichen Panzergürtel (Typ RHA), wobei von diesem 2,35 Meter oberhalb und 1,55 Meter unterhalb der Wasserlinie lagen. Dieser Panzerschutz besaß eine Stärke von 40 mm (untere Bereiche) bis 60 mm (Wasserlinie), wobei allerdings im Bereich der Barbetten der Hauptartillerietürme und der Munitionsräume die Stärke bei 75 mm lag. Zu beiden Enden hin, hier begrenzten je 35 mm starke Querschotten diesen Seitenpanzer, verjüngte sich die Stärke des Panzers auf 40 mm. Die Dicke des Panzerdecks lag bei 30 mm im Durchschnitt, über den Munitionsmagazinen und im Bereich der Rauchfänge des Schornsteins betrug sie 50 mm. Die Türme der Hauptartillerie waren vergleichsweise schwach gepanzert und besaßen 30 mm starke Frontseiten sowie einen 25 mm messenden Seiten- und Rückseitenpanzer – womit die Panzerung hier allenfalls als verbesserter Splitterschutz eingestuft werden kann. Ebenfalls relativ schwach geschützt war die Kommandobrücke (40 mm starke Frontseite, 20 mm dicke Deckenpanzerung). Daneben besaß der Kreuzer noch eine Panzerbox von 25 mm (Seiten) bis 40 mm (Decke) Stärke über der Rudermaschine.

### Flugzeugausstattung und Sensoren
Entsprechend der vorgesehenen Rolle als Führungs- und Aufklärungsschiff von U-Boot-Flottillen verfügte die Ōyodo auf dem Achterdeck (wobei hiermit grob das gesamte hintere Schiffsdrittel gemeint ist) über einen Hangar, einen mit Dampfdruck betriebenen 44-m-Flugzeugkatapult (Typ 2 Modell 10) und zwei 6-Tonnen-Kräne (um Flugzeuge an Bord heben zu können). Insgesamt hätten sechs schnelle Aufklärungs-Wasserflugzeuge des neu entwickelten Typs Kawanishi E15K1 Shiun aufgenommen werden sollen, wobei vier Flugzeuge im Hangar und zwei auf dem Deck hätten abgestellt werden sollen. Das Katapult war in der Lage, ein 5000 Kilogramm schweres Flugzeug auf rund 130 km/h Startgeschwindigkeit zu beschleunigen. In der Realität allerdings lief die Produktion dieses Kawanishi-Modells nur sehr zögerlich an (erste Exemplare gingen erst im April 1944 den Streitkräften zu), hinzu kam, dass dieser Flugzeugtyp vor allem bezüglich der Geschwindigkeit hinter den Erwartungen zurückblieb und nur in sehr geringem Umfang (15 Exemplare?) produziert wurde; es befanden sich denn zumeist nur zwei Maschinen E15K1 an Bord, die im Sommer 1944 auch nur zu Startübungen und nicht im direkten Einsatz genutzt wurden. Die letzten Maschinen dieses Typs gingen im Herbst 1944 verloren, so dass das Achterdeck spätestens ab diesem Zeitpunkt dazu genutzt wurde, um zusätzliche 2,5-cm-Flugabwehrgeschütze dort unterzubringen (s. Bewaffnung).
Die Feuerleitung der 15,5-cm-Hauptartillerie erfolgte über ein 8-m-Basisgerät Typ 93 oberhalb der Kommandobrücke und ein kleineres 6-m-Basisgerät Typ 14 am überhöht aufgestellten Turm, zur Leitung der schweren 10,0-cm-Flugabwehrgeschütze befand sich je ein Typ-94-Entfernungsmesser zu beiden Seiten der Brückenaufbauten (je ein Gerät war für die Feuerleitung der je vier Geschütze pro Schiffsseite zuständig). Zur Luftraumüberwachung befand sich spätestens ab April 1943 eine Testversion des Typ-21-Radars (5 KW, 150 cm Wellenlänge, etwa 100 Kilometer Reichweite) an Bord der Ōyodo. Anscheinend hatte dieser Typ allerdings noch gewisse Schwächen, so dass im Herbst 1944 zusätzlich noch ein Typ-13-Radar (10 kW, 150 cm Wellenlänge, 100 Kilometer Reichweite, Erfassung einzelner Flugzeuge bis auf 50 Kilometer) zur Luftraumüberwachung an Bord kam. Zur Feuerleitung der 15,5-cm-Geschütze wurde im Frühjahr 1944 zudem ein Typ-22-Radar auf dem Kreuzer installiert (2 kW, 10 cm Wellenlänge, Erfassung von einzelnen Schiffszielen bis auf etwa 35 Kilometer Entfernung).

## Dienstzeit
Nach der Indienstnahme und dem Abschluss der Probefahrten, wurde die Ōyodo im Mai 1943 zunächst in eine Kampfgruppe inkludiert, die die Rückeroberung der Aleuten-Insel Attu von den US-Streitkräften zur Aufgabe gehabt hätte (siehe Operation Landcrab). Diese Unternehmung wurde allerdings abgesagt, nachdem die Insel an die Amerikaner gefallen war. Im Juli dem 8. Kreuzergeschwader zugeteilt, nahm der Kreuzer zwischen dem 9. und dem 19. Juli 1943 an einer Versorgungs- und Nachschuboperation nach der japanischen Großbasis Truk teil. 

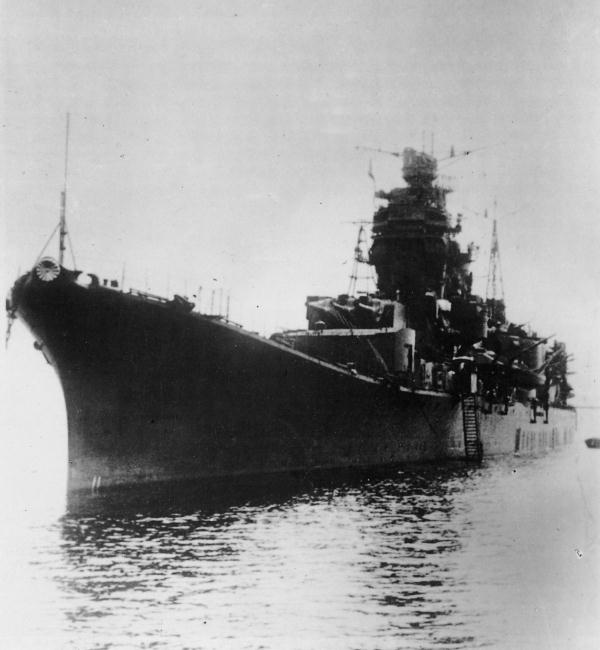
Bugansicht der Ōyodo, vermutlich im Sommer 1944.

### Nachschuboperationen im Südwestpazifik und Nutzung als Flaggschiff
In den nachfolgenden Wochen pendelte das Schiff zwischen Truk und Rabaul und führte Versorgungsfahrten durch, hierbei kam am 29. August 1943 mit Kaigun-Taisa Shinoda Katsukiyo ein neuer Kommandant an Bord. Zu Mitte Oktober 1943 folgte eine zeitweilige Bereitschaft gegen einen vermuteten (weiteren) Angriff der US-Trägerluftwaffe gegen Wake (ein erster Angriff hatte am 5./6. Oktober stattgefunden, ein zweiter Angriff unterblieb im Oktober indessen). Während dieser Bereitschaftsfunktion rettete die Ōyodo am 24. Oktober 1943 etwa 90 Seemeilen westlich Wake drei Besatzungsmitglieder eines abgeschossenen B5N-Torpedobombers aus dem Meer.
Ende 1943 wurde der Kreuzer, zusammen mit dem Leichten Kreuzer Noshiro, in eine Nachschuboperation (Unternehmen BO-3) von Truk nach Kavieng auf Neuirland eingebunden. Dieses Unterfangen wurde von der US-Funkbeobachtung indessen erfasst, was dazu führte, dass beide Schiffe am Neujahrstag 1944 unter heftige Luftangriffe (insgesamt mehr als 70 Flugzeuge) der US-Flugzeugträger Bunker Hill und Monterey der US-Task Group 37.2 gerieten, wobei die Ōyodo zwischen 8:40 Uhr und 9:12 Uhr insgesamt 194 15,5-cm-Granaten, 240 10-cm-Granaten und 3820 Schuss 2,5-cm-Munition verfeuerte. Der Kreuzer erlitt nur einen direkten 227-Kilogramm-Bombentreffer, welcher sich als ein Blindgänger erwies, der glücklicherweise nur geringe Schäden verursachte; durch Nahtreffer entstanden allerdings beträchtliche Splitterschäden (insgesamt wurden später 34 Löcher im Rumpf gezählt, deren Durchmesser mindestens rund 10 cm betrug). Zwei Besatzungsangehörige wurden dabei getötet, vier weitere verwundet. Im Gegenzug nahm die Besatzung der Ōyodo für sich in Anspruch, acht gegnerische Flugzeuge abgeschossen zu haben, was allerdings nicht bestätigt werden konnte. Die Versorgungsmission für Kavieng konnte erfolgreich abgeschlossen werden, wobei der Kreuzer auf dem Rückweg zudem noch den von einem US-U-Boot torpedierten Transporter Kiyosumi Maru in Schlepp nehmen und am 4. Januar nach Truk einbringen konnte.
Nachdem im Februar Nachschubfahrten von Yokosuka nach Saipan stattgefunden hatten, erging am 6. März 1944 die Order, die Ōyodo als Flaggschiff der Rengō Kantai umzurüsten. Zu diesem Zweck erhielt der Kreuzer zusätzliche Flugabwehrgeschütze und es wurden Unterkünfte für Stabspersonal an Bord eingebaut. Die Zahl der Bordflugzeuge wurde reduziert auf zwei, wobei (hier widersprechen sich die Quellen) wahrscheinlich statt der E15K1 Shiun entweder zwei Wasserflugzeuge Aichi E13A oder Nakajima A6M2-N (?) an Bord kamen. In seiner neuen Funktion wurde der Kreuzer am 30. April 1944 das Flaggschiff von Kaigun-Taishō Toyoda Soemu, dem Befehlshaber der kombinierten Flotte. Im Mai 1944 kam zudem mit Kaigun-Taisa Abe Toshio ein neuer Kommandant an Bord. Im Sommer 1944 folgten nur wenige Manöverfahrten und Werftaufenthalte zur Überholung und zur Verstärkung der Flugabwehr (hierbei kam am 15. August 1944 mit Kaigun-Taisa Mutaguchi Kakuro erneut ein neuer Kommandant an Bord), zumeist war der Kreuzer in der Seto-Inlandsee stationiert. Ende September wurde das Hauptquartier der vereinigten Flotte an Land verlagert, so dass die Ōyodo ab dem 29. September 1944 nicht mehr als Flaggschiff der Flotte fungierte.

### Die Schlacht im Golf von Leyte
Nachdem die Ōyodo am 12. Oktober 1944 vor Hiroshima nur knapp einem Torpedoangriff des US-U-Bootes Trepang entgangen war, wurde der Kreuzer nur knapp eine Woche später in die Planungen für den großangelegten Gegenangriff der japanischen Flottenstreitkräfte auf die bevorstehende Invasion der US-Streitkräfte auf den Philippinen – die Landung auf Leyte begann am 20. Oktober 1944 – eingebunden und den sogenannten Nordstreitkräften (die auch als sogenannte „Köderstreitmacht“ zur Ablenkung der weit überlegenen US-Trägerflotte angesehen wurde) von Kaigun-Chūjō Ozawa Jisaburō zugewiesen. In der nachfolgenden See- und Luftschlacht im Golf von Leyte erlitt die japanische Marine eine schwere Niederlage und erhebliche Verluste.
Die Ōyodo überstand diese Schlacht beziehungsweise die Teilschlacht vor Kap Engaño am 25. Oktober 1944 (ein Schauplatz der Leyte-Schlacht, wo die japanischen Nordstreitkräfte sieben ihrer insgesamt 18 Schiffe einbüßten) nur mit mäßigen Beschädigungen. Der Kreuzer wurde in den Morgenstunden des 25. Oktober bei einem US-Angriff (möglicherweise vom Träger Belleau Wood?) durch einen Bombentreffer in den Maschinenraum beschädigt, ferner erlitt das Schiff zwei Nahtreffer. Die Schäden konnten jedoch relativ schnell mit Bordmitteln wieder behoben werden, so dass die Ōyodo weitgehend einsatzbereit blieb. Während der Kämpfe verschoss der Kreuzer 238 15,5-cm-Granaten, 964 10,0-cm-Granaten und mehr als 30.000 Schuss 2,5-cm-Munition und reklamierte den Abschuss von zehn gegnerischen Flugzeugen, was aber unbestätigt blieb. Zudem stieg während der Schlacht Vizeadmiral Ozawa auf den Kreuzer um, nachdem dessen Flaggschiff, der Flugzeugträger Zuikaku, von US-Flugzeugen versenkt worden war. Am 27. Oktober 1944 lief die Ōyodo, gemeinsam mit den Resten der japanischen Nordstreitkräfte, Amami-Ōshima an und verlegte von dort, nachdem Behelfsreparaturen stattgefunden hatten, am 1. November nach Manila. Nachdem dort die Gefechtsschäden final behoben worden waren, ging die Ōyodo Mitte Dezember via der Spratly-Inseln nach der Cam Ranh Bay im japanisch besetzten Indochina.

### Letzte Operationen
Am 24. Dezember 1944 verließ die Ōyodo, gemeinsam mit dem Schweren Kreuzer Ashigara und sechs Zerstörern, die Cam Ranh Bay, um einen neu gebildeten US-Landekopf bei San Jose auf Mindoro zu attackieren (Operation REI). Es war dies der letzte, mit größeren Einheiten vorgetragene Vorstoß der japanischen Flotte in das Seegebiet der Philippinen im Zweiten Weltkrieg. Die in der Nacht zum 27. Dezember 1944 durchgeführte Beschießungsmission führte zur Beschädigung eines US-Frachters und eines PT-Schnellbootes sowie einiger starker Brände an Land, verzögerte die US-Operationen jedoch nur geringfügig. Im Gegenzug verloren die Japaner in einem unübersichtlichen Nachtgefecht mit US-Schnellbooten einen ihrer Zerstörer, zudem erlitt die Ōyodo bei einem Angriff von B-25-Bombern zwei Bombentreffer (227 Kilogramm), die aber erneut nur leichtere Schäden verursachten. Nach dem nächtlichen Angriff verlegte die japanische Kampfgruppe via der Cam Ranh Bay nach Singapur, wo bis Ende Januar 1945 die Schäden behoben wurden.
Mitte Februar 1945 wurde der Kreuzer schließlich nach den japanischen Heimatgewässern zurückbeordert, herbei beteiligte sich das Schiff (als Teil der 4. Trägergruppe) an der erfolgreichen Operation Kita, wobei die Ōyodo rund 300 Tonnen kriegswichtige Rohstoffe (unter anderem Gummi, Quecksilber und Zinn) nach Japan transportierte. Ab diesem Zeitpunkt verblieb der Kreuzer weitgehend in den japanischen Heimatgewässern und lag, auch bedingt durch eine wachsende Treibstoffknappheit, zumeist als stationäres Flugabwehr-Trainingsschiff vor Kure vor Anker.
Am 19. März 1945 erfolgte ein erster massiver Luftangriff der Task Force 58 auf die Stützpunkte und Schiffe in der Seto-Inlandsee. Bei diesem Angriff erlitt die Ōyodo drei 227-Kilogramm-Bombentreffer, die starke Beschädigungen verursachten, vor allem die Kesselräume an Backbord wurden faktisch sämtliche zur Gänze verwüstet. Durch diese Angriffe wurden an diesem Tag 52 Besatzungsangehörige der Ōyodo getötet. Obgleich noch im März eingedockt, wurde ersichtlich, dass infolge von Ersatzteilmangel und Werftauslastung sowie beständiger Luftangriffe eine Reparatur dieser Schäden nicht mehr möglich war. Die Beschädigungen wurden nachfolgend nur oberflächlich behoben, allerdings blieben dem Kreuzer danach nur mehr zwei einsatzbereite Kessel, was ihn faktisch endgültig und gezwungenermaßen zum stationären Flugabwehrschiff werden ließ. Mitte Mai 1945 kam mit Kaigun-Taisa Taguchi Masaichi ein neuer Kommandant an Bord, er war der letzte Befehlshaber des Schiffes.

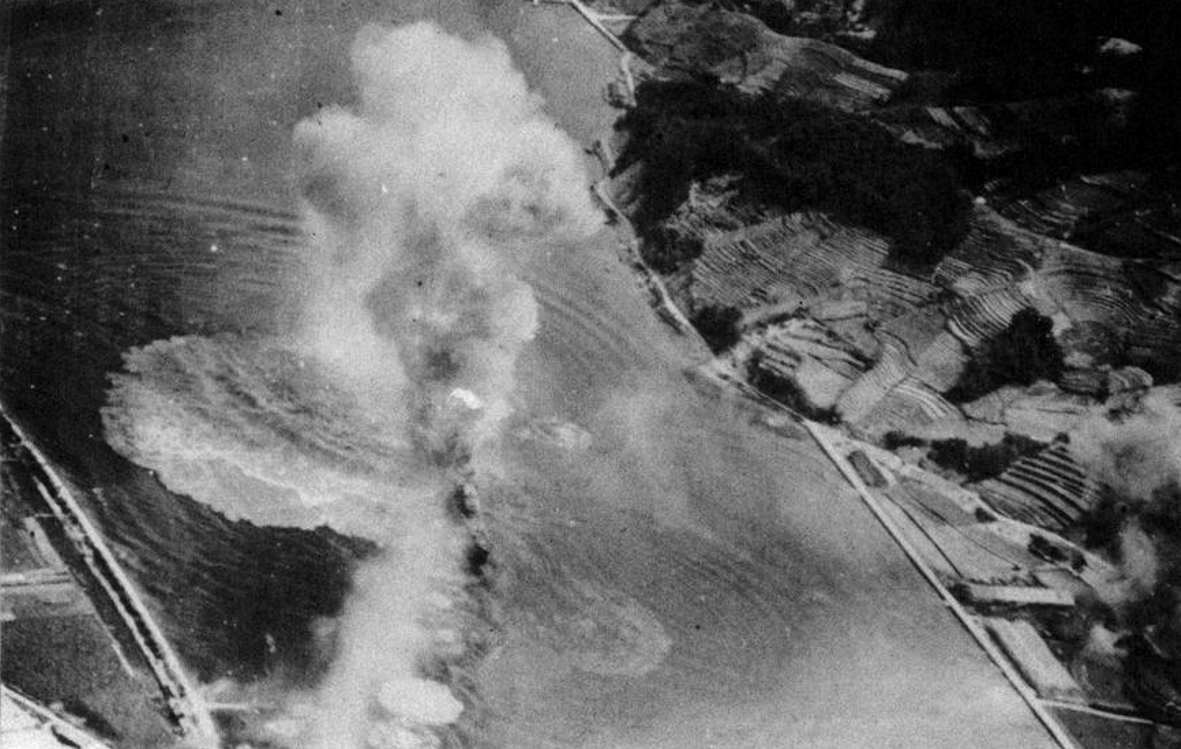
Die Ōyodo im Bombenhagel vor Kure (28. Juli 1945).

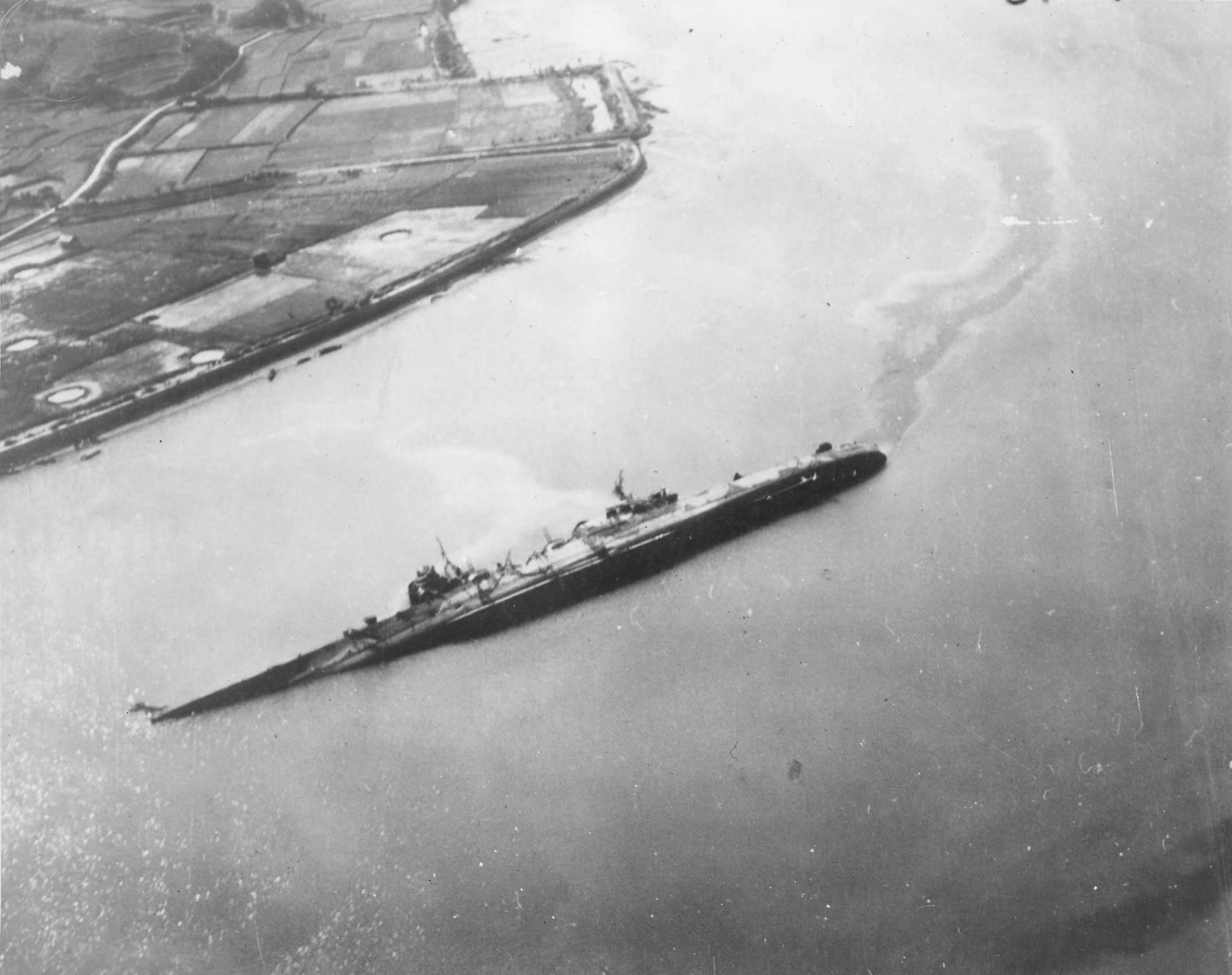
Bild des nach Steuerbord gekenterten Schiffes (Sommer 1945).

## Untergang
Im Kontext der finalen Anstrengungen der US-Streitkräfte, die verbliebenen japanischen Flottenkräfte vor Kure und in der Seto-Inlandsee zu zerschlagen, wurde auch die Ōyodo zwischen dem 24. Juli und dem 28. Juli 1945 zum Ziel von starken Angriffen von Flugzeugen der Task Force 38 (TF 38) (Vizeadmiral John S. McCain). Hierbei wurde der Kreuzer am 24. Juli von geschätzt rund 50 Flugzeugen attackiert, wobei Grumman Avenger-Torpedobomber des Flugzeugträgers Yorktown das Schiff mit zwei 227-Kilogramm-Bomben trafen, drei weitere Treffer mit 227-Kilogramm-Bomben wurden von F4U Corsair- und F6F Hellcat-Jagdbombern der Schwadronen VBF-85 und VBF-88 der US-Flugzeugträger Yorktown, Shangri-La und Independence erzielt. Zudem beschädigten zwei Nahtreffer mit 454-Kilogramm-Bomben den Kreuzer. Das stark beschädigte Schiff, vor allem die Steuerbordseite war erneut an mehreren Stellen aufgerissen worden, blieb zwar schwimmfähig, war jedoch, auch in Kombination mit den Schäden von Mitte März, nicht mehr einsatzfähig. Durch die Bombentreffer (und Splitterschäden) war ferner ein Teil der Flugabwehrgeschütze zerstört worden, so dass der Kreuzer nur mehr eingeschränkt abwehrfähig war.

Der Flak des Kreuzers gelang es an diesem Tag, auch wenn die genaue Zuordnung bedingt durch das insgesamt sehr starke Abwehrfeuer teils schwierig ist, mindestens zwei Flugzeuge abzuschießen, darunter auch einen Sturzbomber SB2C Helldiver des Flugzeugträgers Yorktown, wobei beide Besatzungsangehörige getötet wurden. Ferner stießen am 24. Juli zwei F4U Corsair bei einem Angriff im Tiefflug und unter schwerem Abwehrfeuer über dem Kreuzer zusammen, wobei Lieutenant Allyn C. Shefloe (VBF-88) mit seiner Maschine, die bei der Kollision eine Tragfläche verloren hatte, neben der Ōyodo ins Meer stürzte und den Tod fand. Der zweiten Maschine (Lieutenant Junior Grade Robert Reed, VBF-85) gelang der Rückflug zum Träger Shangri-La, allerdings riss das Leitwerk der stark beschädigten Corsair beim Aufsetzen ab und die Maschine musste abgeschrieben werden. Reed überlebte unverletzt. 

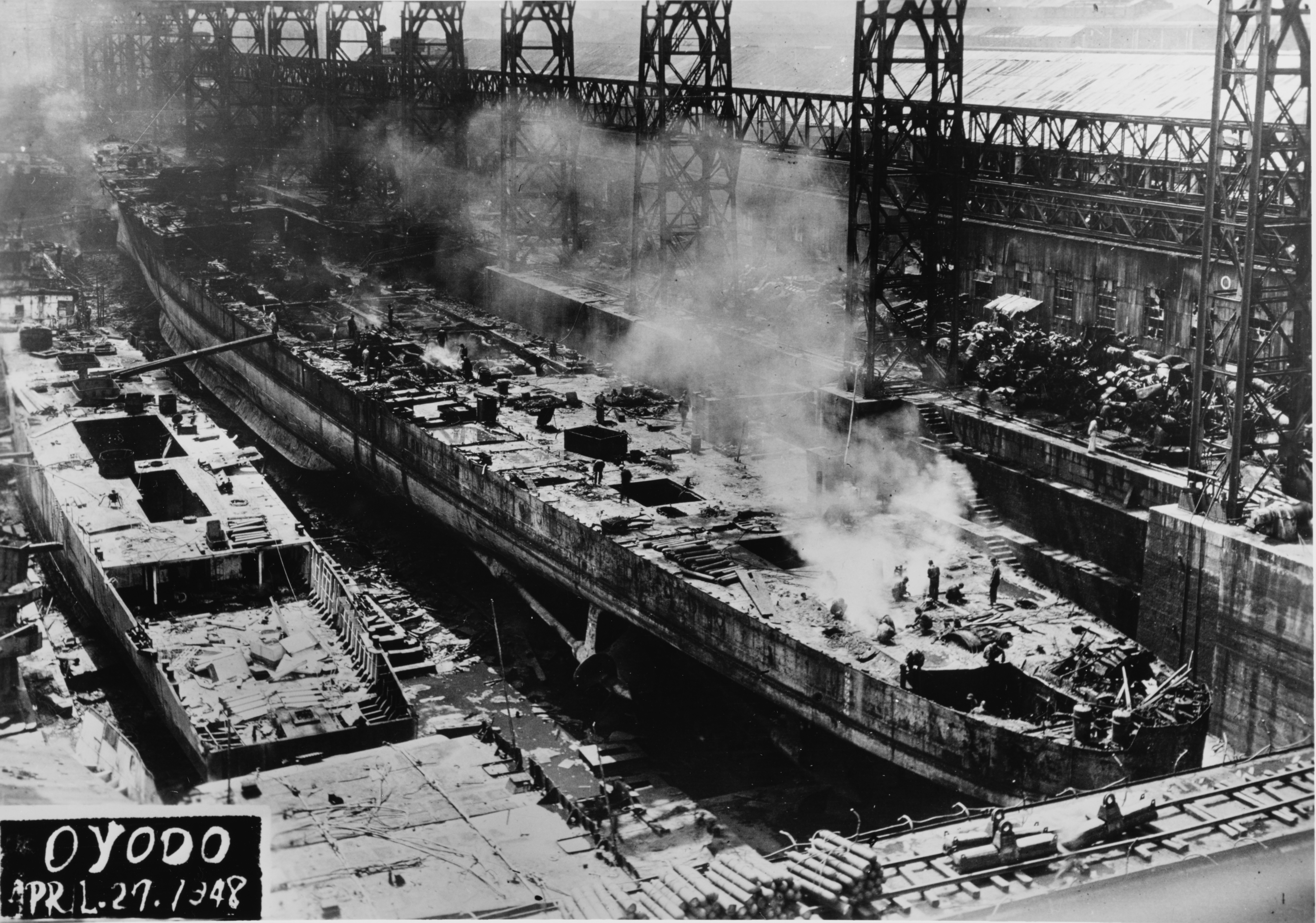
Das gehobene und eingedockte Wrack während der Verschrottung (1948).

Ab dem Morgengrauen des 28. Juli 1945 wurde die Ōyodo erneut angegriffen, insgesamt von geschätzt 40 Flugzeugen der Flugzeugträger Wasp, Shangri-La und Monterey. Hierbei erlitt der Kreuzer vier weitere Bombentreffer, darunter gegen 10:00 Uhr auch einen im Bereich der Brückenaufbauten. Die daraus resultierenden Wassereinbrüche waren nicht mehr einzudämmen, Befehle von Kommandant Taguchi zum Gegenfluten blieben erfolglos. Etwa gegen 12:00 Uhr kenterte die Ōyodo langsam nach Steuerbord und blieb im relativ seichten, knapp neun Meter tiefen Gewässer vor der Küste liegen, wobei die Backbordseite des Rumpfes noch aus dem Wasser ragte. Insgesamt 223 Crewangehörige wurden bei den Luftangriffen und beim Untergang getötet.

## Verbleib
Das Wrack der Ōyodo, der Kreuzer wurde am 20. November 1945 aus dem Marineregister gestrichen wurde, blieb nach der Kapitulation Japans im August 1945 noch für rund zwei Jahre vor Ort im gekenterten Zustand liegen, wurde aber dann 1947 behelfsmäßig abgedichtet und gehoben, nach Kure verbracht und dort im Laufe des Jahres 1948 auf der Ishikawajima Harima-Werft vollständig zerlegt und verschrottet.

## Traditionspflege
Im Jahr 1991 wurde ein Geleitzerstörer (beziehungsweise je nach Definition auch eine Fregatte) der Abukuma-Klasse der japanischen Meeresselbstverteidigungsstreitkräfte (JMSDF) auf den Namen Ōyodo getauft. Dieses Schiff befindet sich gegenwärtig (2025) im aktiven Dienst bei den japanischen Streitkräften.

## Liste der Kommandanten
| Nr. | Name                                    | Beginn der Amtszeit | Ende der Amtszeit | Bemerkungen                                       |
| --- | --------------------------------------- | ------------------- | ----------------- | ------------------------------------------------- |
| –   | Kapitän zur See Tawara Yoshioki         | 31. Dezember 1942   | 20. Januar 1943   | Kommandant der Aoba, mit der Baubelehrung betraut |
| 1.  | Kapitän zur See Baron Tomioka Sadatoshi | 28. Februar 1943    | 29. August 1943   | seit 20. Januar 1943 mit der Baubelehrung betraut |
| 2.  | Kapitän zur See Shinoda Katsukiyo       | 29. August 1943     | 6. Mai 1944       |                                                   |
| 3.  | Kapitän zur See Abe Toshio              | 6. Mai 1944         | 15. August 1944   |                                                   |
| 4.  | Kapitän zur See Mutaguchi Kakuro        | 15. August 1944     | 25. Februar 1945  |                                                   |
| 5.  | Kapitän zur See Matsuura Yoshi          | 25. Februar 1945    | 15. Mai 1945      |                                                   |
| 6.  | Kapitän zur See Taguchi Masaichi        | 15. Mai 1945        | 28. Juli 1945     |                                                   |